# Serbische Mafia
Die serbische Mafia (serbisch Српска мафија Srpska mafija) oder das serbische organisierte Verbrechen sind verschiedene kriminelle Organisationen, die in Serbien ansässig sind oder aus ethnischen Serben und in einigen Fällen auch Montenegrinern im Ausland bestehen. Die Organisationen sind vor allem in den Bereichen Schmuggel, Waffenhandel, Drogenhandel, Menschenhandel, Raubüberfälle, Einbrüche, Schutzgelderpressung, Auftragsmorde, Geldwäsche und illegales Glücksspiel tätig. Serbische kriminelle Gruppen gehören zu den mächtigsten in ganz Europa. Sie sind neben Europa auch in Amerika tätig und schmuggeln im großen Stil Drogen von Südamerika nach Europa. Sie haben dafür enge Beziehungen zu Drogenkartellen in Lateinamerika aufgebaut.
Die transnationale serbische organisierte Kriminalität entstand in den 1970er Jahren, als immer mehr jugoslawische Exilanten nach Westeuropa auswanderten. Serbische Gangster in Deutschland, Italien, den Niederlanden und Frankreich verübten Raubüberfälle mit Unterstützung der jugoslawischen Sicherheitsdienste, die im Ausland lebende Kriminelle als Informanten und Attentäter anstellten. Dank dieser staatlichen Unterstützung und des Reichtums, den die serbischen Banden durch Raubüberfälle anhäuften, konnte sich die serbische Mafia in den 1980er Jahren zu einer der mächtigsten Verbrechergruppen in Europa entwickeln. Sie war damals auch als Jugoslawische Mafia bekannt. Viele Mitglieder der serbischen Mafia sind ethnische Serben aus Kroatien oder Bosnien und Herzegowina und Mafiagruppen aus Montenegro sind aufs engste mit serbischen Gruppen verbunden.
Nach dem Zerfall Jugoslawiens kehrten viele serbische Gangster aus Europa nach Serbien zurück, um neue kriminelle Möglichkeiten zu nutzen und während der Jugoslawienkriege in paramilitärischen Einheiten zu dienen. In Serbien infiltrierten die zurückgekehrten Gruppen die Wirtschaft und etablierten enge Kontakte in die Politik. Die enge Verknüpfung zwischen organisiertem Verbrechen, Wirtschaft und dem Staat hat Serbien wiederholt die Bezeichnung als Mafia-Staat eingebracht.

## Geschichte
Ljubomir Magaš, auch bekannt als Ljuba Zemunac, war in den 1970er und 1980er Jahren als wichtiger "Pate" der serbischen Mafia bekannt. Er und seine Bande operierten in dieser Zeit in Deutschland, Italien und weiteren Ländern. In Frankfurt am Main beherrschte er das Rotlichtmilieu und erpresste Schutzgeld von den jugoslawischen Restaurants der Stadt, was ihm die Bezeichnung als „Pate von Frankfurt und Offenbach“ einbrachte. Magaš soll wie viele der jugoslawischen Mafiosi für den Geheimdienst SDB tätig gewesen sein und Mordanschläge auf Oppositionelle im Exil in dessen Auftrag ausgeführt haben. Er wurde 1986 von seinem Rivalen Goran "Majmun" Vuković ermordet, den er einst zwei Jahre zuvor bei einem Mordanschlag im kriminellen Milieu angeschossen hatte.
Željko Ražnatović ("Arkan") war in den 1970er Jahren ein erfolgreicher Bankräuber in Westeuropa. Er hatte Verurteilungen und Haftbefehle in Belgien, den Niederlanden, Schweden, Deutschland, Österreich, der Schweiz und Italien. Es gelang ihm jedoch, aus vier verschiedenen Gefängnissen zu entkommen, und er knüpfte während seiner Zeit in Jugoslawien Verbindungen zu mehreren bekannten Kriminellen. In den 1980er Jahren kehrte er nach Serbien zurück, wo er in illegale Geschäfte verwickelt war und die Fangruppe "Delije Sever" von Roter Stern Belgrad anführte. Er hatte schon während seiner Zeit in Westeuropa für den Geheimdienst gemordet und wurde nun ein enger Verbündeter von Slobodan Milošević, der 1989 Präsident der Sozialistischen Republik Serbien wurde.
Der eigentliche Durchbruch für kriminelle Organisationen in Serbien erfolgte Anfang der 1990er Jahre, als Kriege zunächst in Kroatien und dann in Bosnien ausbrachen. Internationale Sanktionen wurden 1992 gegen die Milošević-Regierung erhoben, wodurch kriminelle Banden im Schmuggel viel Geld verdienen konnten. 1992 wurden Mitglieder der "Peca"-Bande in einer massiven Polizeiaktion verhaftet. Eines der Mitglieder der Bande war Dušan Spasojević, der später das Oberhaupt des Zemun-Clans wurde. Im Oktober desselben Jahres wurde ein junger Mafioso aus dem Belgrader Vorort Voždovac, Aleksandar "Knele" Knežević, ermordet, was einen kurzen, aber gewalttätigen Bandenkrieg in Belgrad auslöste.
Arkan wurde im Krieg der Gründer und Anführer der Serbischen Freiwilligengarde ("Arkans Tiger"), einer serbischen paramilitärischen Einheit, die während der Jugoslawienkriege kämpfte. De facto unterstand diese Einheit der Geheimpolizei RDB und erledigte für die serbische Regierung die "Drecksarbeit". Die Mitglieder der Einheit waren zumeist neu rekrutierte Hooligans von Roter Stern Belgrad und Gangster aus Serbien, die sich der Einheit anschlossen und auf den Schlachtfeldern durch Plünderungen und Diebstähle profitierten und Kriegsverbrechen verübten. Später, 1993, gründete Arkan die Partei der serbischen Einheit. Als er in seine Heimat zurückkehrte, war er zum mit Abstand mächtigsten serbische Mafiaboss aufgestiegen. Er heiratete die Sängerin Svetlana Ražnatović und wurde als Volksheld verehrt.
In den 90er Jahren profitierte die Mafia vom Schmuggel mit Zigaretten, Alkohol und Benzin. Der Geschäftsmann Stanko Subotić war derjenige, der in dieser Zeit den größten Profit machte, da Zigaretten und Öl wegen der Sanktionen knapp waren. Subotićs Nettovermögen wurde auf 650 Millionen Euro geschätzt. Nach dem Sturz von Milošević unterhielt Subotić enge Beziehungen zum montenegrinischen Präsidenten Milo Đukanović, der ihm politische Gefälligkeiten gewährte. Von 1994 bis 2000 wurde der illegale Zigarettenschmuggel in Italien von der serbischen Mafia in Zusammenarbeit mit den italienischen organisierten Verbrecherbanden betrieben und brachte Milliarden ein. Im Jahr 1998 wurden an der serbisch-bulgarischen Grenze 350 Kilogramm Heroin beschlagnahmt.
Am 15. Januar 2000 wurde Arkan in der Lobby eines Hotels in Belgrad ermordet. Als mächtigster Gangsterboss mussten alle anderen Kriminellen ihm Schutzgeld zahlen, was einige von ihnen dazu gebracht haben könnte, sich gegen ihn zu verschwören. Alternativ könnte auch Milošević selbst hinter der Ermordung gesteckt haben, da Arkan angeblich bereit war gegen ihn auszusagen. Slobodan Milošević wurde nach Massenprotesten am Oktober 2000 gestürzt. Schon bald kam es zu einer blutigen Fehde zwischen den verschiedenen kriminellen Clans Belgrads. Die Fehde weitete sich zu einem offenen Krieg aus, in dem viele der wichtigsten Mafiabosse ermordet wurden. Im August 2000 wurde auch der ehemalige serbische Ministerpräsident Ivan Stambolić entführt und ermordet. Hinter der Tat standen die „Roten Barette“, die enge Verbindungen zum organisierten Verbrechen hatten.
Anfang der 2000er Jahre verfügte die serbische Mafia Berichten zufolge über mehr Geld als die serbische Regierung und war besser bewaffnet als die serbische Armee und die serbische Polizei. Der serbische Innenminister Dušan Mihajlović gab an, Milošević habe die Verbrechersyndikate als "staatlich sanktionierte Mafia" aufgebaut. Nach dem Sturz von Milošević versuchte die Mafia eine neue Beziehung zur Regierung aufzubauen, die Reformbemühungen von Ministerpräsident Zoran Đinđić stellten allerdings eine Bedrohung für die Geschäfte der Mafia dar. Đinđić wurde deshalb im März 2003 von dem Scharfschützen Zvezdan Jovanović ermordet, einem ehemaligen Mitglied der Roten Barette mit Verbindungen zum Zemun-Clan. Die Regierung leitete eine Operation gegen das organisierte Verbrechen ein, die "Operation Sabre", die zu mehr als 10.000 Verhaftungen führte. Milan Sarajlić, der stellvertretende Staatsanwalt von Serbien, wurde an diesem Tag verhaftet und gestand später, auf der Gehaltsliste des Zemun-Clans zu stehen. Die Roten Barette wurden aufgelöst und der Zemun-Clan durch die Massenverhaftungen geschwächt.
Im Januar 2009 schätzte der serbische Innenminister Ivica Dačić, dass in Serbien zwischen 30 und 40 Gruppen der schweren organisierten Kriminalität aktiv sind. Einige Monate später gab er an, dass "die Hälfte der serbischen Sportvereine von Personen geleitet werden, die Verbindungen zum organisierten Verbrechen haben". Serbische Hooligans wie die Delije von Roter Stern Belgrad oder die Grobari von Partizan Belgrad sollen eng in die organisierte Kriminalität verstrickt sein. Hooligans sollen auch den Behörden gegen innenpolitische Gegner eingesetzt werden und im Gegenzug Schutz vor Strafverfolgung erhalten. Serbien gilt auch als eine Hochburg der Wettmafia.
Zwischen 2008 und 2009 soll der von dem Montenegriner Darko Šarić angeführte Šarić-Clan die italienische ’Ndrangheta beim Handel mit Kokain vom italienischen Markt verdrängt hätte. 2010 soll Šarić mit Drogen eine Milliarde Euro verdient haben. Er wurde mehrmals festgenommen, jedoch konnte er sich immer wieder der Strafverfolgung entziehen. Nach seiner Verhaftung 2014 lieferten sich die rivalisierenden Kavač- und des Škaljar-Clans einen Bandenkrieg um die Kontrolle des Drogenhandels, der mindestens 50 Todesopfer gefordert haben soll. Im Mai 2021 wurde ein "Horrorhaus" in der Nähe von Belgrad lokalisiert, in der Gegner des Kavač-Clan von dessen Schergen gefoltert und ermordet wurden. Die Polizei stellte einen Fleischhäcksler mit DNA-Spuren sicher, mit dem Leichen der Ermordeten zu Ćevapčići verarbeitet wurden. Sie sollen später von Clanchef Radoja Zvicer verspeist worden sein.
Die Principi-Gruppe soll die Mafiaorganisation in Serbien sein, die am engsten mit dem serbischen Staat verbunden ist. Nach der Verhaftung ihres Anführers und mutmaßlichen Mehrfachmörders Veljko Belivuk im Jahr 2019 sagte dieser in einer Gerichtsverhandlung, er habe die "Drecksarbeit" für die serbische Regierung geleistet. Im Jahr 2022 begann vor einem Gericht in Belgrad ein Strafverfahren gegen den mutmaßlichen Mafiaboss Veljko Belivuk und 31 Mitangeklagte. Dem Anführer werden fünf Fälle von Mord, Entführung, Drogenhandel und illegaler Waffenbesitz zur Last gelegt. Belivuk gab an, er habe über Mittelsmänner für Präsident Aleksandar Vučić gearbeitet.

## Im Ausland

### Pink Panthers
Das internationale Juwelendiebstahl-Netzwerk Pink Panthers ist für einige der kühnsten Diebstähle in der Kriminalgeschichte verantwortlich. Die meisten Mitglieder stammen vom Westbalkan. Interpol geht davon aus, dass die YACS-Verbrechergruppe, die sich zu den Pink Panthers entwickelt hat, für Raubüberfälle in Dubai, der Schweiz, Japan, Frankreich, Deutschland, Luxemburg, Spanien und Monaco verantwortlich ist. Man geht davon aus, dass die Pink Panthers für den Raubüberfall auf das Juweliergeschäft Harry Winston in Paris am 9. Dezember 2008 verantwortlich waren. Die Diebe entkamen mit Schmuck im Wert von mehr als 80 Millionen Euro. Der Gesamtwert des von den Pink Panthers gestohlenen Schmucks belief sich im Mai 2010 auf 250 Millionen Euro.

### Südamerika
Die Gruppe Amerika (Serbisch: Grupa Amerika), auch bekannt als el cartel de las Balcanes ("das Kartell des Balkans") entstand in den 1970er Jahren als Boško Radonjić sich den Westies anschloss, einer überwiegend irisch-amerikanischen Bande, die im New Yorker Stadtteil Hell's Kitchen in Manhattan operierte. Er übernahm nach der Verhaftung des Anführers die Kontrolle über die Gang und rekrutierte andere serbische Gangster für die Gruppe. Er baute auch Beziehungen zur Gambino-Familie und John Gotti auf. Inmitten des Zerfalls Jugoslawiens und des Ausbruchs der Jugoslawienkriege Anfang der 1990er Jahre kehrten Radonjić und andere Bandenmitglieder nach Belgrad zurück, wo sie Verbindungen zu den serbischen Sicherheitsdiensten aufgebaut haben sollen. Radonjić gab nach und nach die Kontrolle über die Gruppe ab und wurde schließlich von Vojislav Raičević abgelöst, der die Umwandlung der Organisation in ein internationales Verbrechersyndikat überwachte, das sich auf den Kokainhandel von Südamerika nach Europa konzentrierte und als "Gruppe Amerika" bekannt wurde.
1997 verschwand Raičević, vermutlich ermordet von einer rivalisierenden Bande. Sein Bruder berief ein Treffen ein, um seine Mörder zu finden und die Rache zu planen. Zu den Teilnehmern des Treffens gehörte Boško Bojović", ein hochrangiger montenegrinischer Spion, der loyal zu Slobodan Milošević stand. Der Mann, der als Raičevićs Attentäter identifiziert wurde, Miša Cvjetičanin, wurde gefoltert, bis er die Identität seiner Mitverschwörer preisgab, und dann mit einer Kettensäge zerstückelt. Es folgte eine Reihe von Morden, unter anderem an zwei rivalisierenden Bandenführern, einem Polizeigeneral, zwei Verrätern der Gruppe Amerika und einem ihrer Väter. Nach den Säuberungen wurde Mileta Miljanić zum Anführer der Gruppe Amerika.
Das Zentrum der Geschäfte der serbischen Mafia in Südamerika soll bis 2014 Bolivien gewesen sein. In jenem Jahr wurde das Geschäftszentrum aufgrund umfangreicher Beschlagnahmungen nach Peru verlegt. Seitdem soll Peru als das Hauptverteilungszentrum für Kokain nach Europa dienen, wobei die Bande enge Beziehungen zu kolumbianischen Kartellen etabliert hat. Auch in Brasilien soll die Gruppe aktiv sein.

### Nordamerika
YACS (eine Abkürzung für "Yugoslavians, Albanians, Croatians and Serbians") ist ein Begriff, der vom Federal Bureau of Investigation (FBI) verwendet wird, um ein loses Netzwerk von Kriminellen aus dem ehemaligen Jugoslawien zu beschreiben, das in der Bronx und im südlichen Westchester County von New York ansässig ist. Laut einem Polizisten des NYPD soll die YACS-Gruppe aus zwei verschiedenen Abteilungen bestehen: einer serbischen Fraktion, die sich auf Edelsteindiebstähle konzentrierte, und einer albanischen Gruppe, die Raubüberfälle auf Ziele wie Lebensmittelgeschäfte und Tankstellen durchführte. Die Gruppe ist seit den späten 1980er Jahren aktiv und soll zwischen 1992 und 1998 knapp 50 Millionen US-Dollar bei Raubüberfällen erbeutet haben.

### Skandinavien
Eine der bedeutendsten Mafiagruppen in Skandinavien ist die serbisch-montenegrinische Mafia in Skandinavien, auch bekannt als Juggemaffian ("Jugo-Mafia"). Die Gründung der Bande begann während der Masseneinwanderung jugoslawischer Gastarbeiter nach Schweden in den 1970er Jahren und Unterweltgrößen wie Arkan halfen beim Aufbau. Ihre Machtbasis befindet sich in den Städten Stockholm und Kopenhagen, mit Gebieten in Malmö und Göteborg, neben anderen Städten in Westschweden. 2003 wurde der Mafiaboss Ratko Đokić vor seinem Boxclub in Skärholmen ermordet.
Der serbische Innenminister Ivica Dačić gab an, dass ehemalige Mitglieder der paramilitärischen Roten Barette an dem Hubschrauberraub von Västberga 2009, einem der spektakulärsten Raubüberfälle der Geschichte, beteiligt waren.

### Deutschland
Schon in den 1970er Jahren wurden jugoslawische Kriminelle auf deutschem Boden aktiv, darunter Größen der Szene wie Arkan und Ljubomir Magaš. Letzterer wurde 1986 vor einem Gerichtsgebäude in Frankfurt am Main durch zwei Schüsse ins Herz aus nächster Nähe von Goran Vuković "Majmun", einem Mitglied des Vozdovac-Clans, getötet, der selbst fünf Mordversuche überlebte, bevor er 1994 am helllichten Tag in der Belgrader Innenstadt ermordet wurde. Slobodan "Slobo" Grbović verließ Italien in den 1970er Jahren in Richtung Deutschland und freundete sich mit Vaso Letećeg, einem Dieb aus Belgrad, an. Im Jahr 1981 endete die Freundschaft in einer Fehde um Geld, Slobo verwundete Letećeg durch Schüsse und kam ins Gefängnis.
Nach der deutschen Wiedervereinigung wurde der Untergrund in den neuen Ländern von italienischen, deutschen, russischen, vietnamesischen und serbischen organisierten Gruppen kontrolliert. Leipzig wurde das Zentrum von Geldwäsche, Schmuggel, Prostitution und Schutzgelderpressung. Die profitabelsten Geschäfte der Gruppen aus dem ehemaligen Jugoslawien waren Autodiebstähle, wobei Luxusautos in Deutschland gestohlen wurden. Die serbische Mafia war im Jahr 2004 der Hauptakteur im Zigarettenschmuggel in Deutschland.
Andrija Drašković, ein Erbe des Syndikats von Arkan nach dessen Ermordung, wurde 2007 von der deutschen Polizei in Frankfurt festgenommen, nachdem er vier Jahre lang auf der Flucht vor den italienischen Behörden war. Drašković wird verdächtigt, den Mord an seinem ehemaligen Chef Arkan organisiert zu haben.

### Niederlande
Kriminelle Gruppen vom Westbalkan sind in den Niederlanden sehr präsent. Über den Hafen von Rotterdam werden von diesen Gruppen Kokain und andere Drogen aber auch Waffen geschmuggelt. 2023 wurden von der niederländischen Polizei 176.000 Kilogramm Kokain beschlagnahmt. Serbische Mafiagruppen unterhalten enge Kontakte zu Kartellen in Südamerika, welche Drogen und Waffen versteckt in Schiffscontainern in die Niederlande schicken. Dort angekommen, lagert und verteilt die Drogenmafia die Waren in ganz Europa, wobei serbischen Kriminelle dabei mit einheimischen niederländischen Gruppen zusammenarbeiten. Auch im Anbau und Vertrieb von Cannabis haben Gangster vom Balkan eine führende Position erlangt.

### Italien
In den 1970er Jahren etablierten Gruppen aus Jugoslawien eine starke Präsenz in der Unterwelt. In den 1990er Jahren erwarb die 'Ndrangheta serbische Waffen (Panzerfäuste, Sprengstoff, automatische Schusswaffen), die über Firmen außerhalb Italiens importiert wurde. Von 1994 bis 2000 wurde der illegale Zigarettenschmuggel in Italien von der serbischen Mafia gemeinsam mit italienischen Verbrecherbanden betrieben.